# アナスタシオス・シディロプロス
アナスタシオス・“タソス”・シディロプロス（Anastasios "Tasos" Sidiropoulos、ギリシャ語：Αναστάσιος "Τάσος"Σιδηρόπουλος; 1979年8月9日 -  ）は、ギリシャのサッカー審判員。2011年に国際サッカー連盟 (FIFA) に国際審判員として登録され、2013–14シーズンからUEFAヨーロッパリーグの審判を務めている。

## 来歴
オリンピアコスとAEKの間で行われたキペロ・エラーダス2015-16の決勝戦を担当。
2018年にはサウジアラビアサッカー連盟から招聘され、サウジ・プロフェッショナルリーグの主審を担当。
2020年8月21日にはUEFAヨーロッパリーグ 2019-20 決勝で第4審を務めた。